# RERO
RERO (francosko Réseau des bibliothèques de Suisse occidentale; Mreža knjižnic zahodne Švice) je leta 1985 ustanovilo nekaj večjih knjižnic v francosko govoreči regiji Romandije v zahodni Švici. RERO je kratica za "Réseau Romand" ("Mreža Romand").
RERO vključuje večino kantonskih, akademskih, javnih in specializiranih knjižnic v Švici. Upravlja centralni katalog 180 knjižnic, ki oskrbuje 50.000 študentov treh akademskih univerz; Ženeva, Fribourg in Neuchâtel; Univerza za uporabne znanosti in umetnost; ter Univerze za izobraževanje učiteljev.
Od 2019 katalog RERO zagotavlja dostop do 6,8 milijonov bibliografskih zapisov za več kot 10 milijonov dokumentov. RERO podpira tudi medknjižnično izposojo. Ima lasten sistem indeksiranja, digitalna knjižnica pa temelji na prostem dostopu.